# Psycho Circus
Psycho Circus är ett musikalbum av hårdrocksgruppen Kiss, utgivet den 22 september 1998. Det är gruppens artonde studioalbum, om man inte räknar med att Alive II, som utgavs 1977, har en studioinspelad sida (sida 4), eller de fyra soloalbum som utgavs 1978.
På Psycho Circus medverkar originalsättningen för första gången sedan Dynasty 1979. Hela bandet spelar dock enbart på en av låtarna tillsammans, "Into the Void". Ace Frehley sjunger låtarna "Into the Void" och "In Your Face". Den sistnämnda låten finns dock endast på den japanska utgåvan av albumet. Peter Criss sjunger låten "I Finally Found My May", vilken är skriven av Paul Stanley. 
Största hiten på skivan blev titelspåret "Psycho Circus". På låten "You Wanted the Best" sjunger alla i bandet vilket är första gången det händer i bandets historia. I Sverige blev skivan listetta och guldskiva.
En månad efter utgivningen, den 22 oktober, sålde plattan guld med 500 000 exemplar sålda. Plattan låg länge på topplistorna.
Den 27 oktober 1998 utgavs musikvideo-DVD:n Psycho Circus 3–D Video som är en musikvideo-DVD.

## Låtförteckning
| Nr  | Titel                                           | Sång                                   | Längd |
| --- | ----------------------------------------------- | -------------------------------------- | ----- |
| 1.  | Psycho Circus                                   | Stanley                                | 5:30  |
| 2.  | Within                                          | Simmons                                | 5:10  |
| 3.  | I Pledge Allegiance to the State of Rock & Roll | Stanley                                | 3:32  |
| 4.  | Into the Void                                   | Frehley                                | 4:22  |
| 5.  | We Are One                                      | Simmons                                | 4:41  |
| 6.  | You Wanted the Best                             | Simmons, Stanley, Peter Criss, Frehley | 4:15  |
| 7.  | Raise Your Glasses                              | Stanley                                | 4:14  |
| 8.  | I Finally Found My Way                          | Criss                                  | 3:40  |
| 9.  | Dreamin'                                        | Stanley                                | 4:12  |
| 10. | Journey of 1,000 Years                          | Simmons                                | 4:47  |

## Medverkande
- Gene Simmons – elbas/sång
- Paul Stanley – gitarr/sång
- Ace Frehley – gitarr och sång på "Into The Void" och "You Wanted The Best"
- Peter Criss – trummor på "Into The Void" och sång på "I Finally Found My Way To You" och "You Wanted The Best"

### Övriga medverkande
- Tommy Thayer – gitarr
- Bruce Kulick – bas på "Psycho Circus", gitarrintro på "Dreamin'"
- Kevin Valentine – trummor
- Shelly Berg – piano på "I Finally Found My Way To You" och "Journey of 1,000 Years"
- Bob Ezrin – rhodes på "I Finally Found My Way To You"